# 大告山奴
艾迪連奴·維托斯·告山奴（英語：Adelino Vitus "Lino" Gosano，1907年6月15日—1994年4月21日），中文傳媒稱為大告山奴，著名葡萄牙裔香港足球運動員，司職中鋒，活躍於戰前，先後效力西洋會及聖約瑟。

## 生平
大告山奴生於葡屬澳門，小時隨父母移居英屬香港，於香港大學教務處工作。
大告山奴出道於由葡萄牙裔香港人所組成的西洋會。1923年，西洋會重新加入香港乙組聯賽，他首度登場。次季協助球隊奪得乙組聯賽冠軍，升上甲組聯賽。1926/27年球季，大告山奴協助西洋會奪得香港甲組聯賽冠軍。1932年，與弟弟小告山奴（Bellarmino Tomas Gosano）一同轉投聖約瑟，1940年曾轉投華人球會光華，但未再作正式比賽。
戰後，大告山奴正式退役，到英國生活。1994年，大告山奴於英國薩里郡韦布里奇逝世。

## 國際賽生涯
大告山奴曾多度入選香港隊，出戰埠際賽，其中包括1926-31年、1933-35年、1937年及1939年對上海的埠際賽。

## 家庭
大告山奴的父親祖利奧·告山奴（Julio Jesus Gosano）早年由澳門來港，在匯豐銀行擔任文員。告山奴一家起初居於灣仔天樂里，約1932年搬到九龍何文田梭椏道11號的兩層高洋房，毗鄰葡萄牙人社區，亦因此認識到他未來的妻子溫奴域（Olga Maria Yvanovich de Castro Basto）。大告山奴是九兄弟姊妹中的長兄，在父親1923年意外離世後，與母親一起照顧弟妹，家中還有其他堂表兄妹。
1939年，第二次世界大战爆發，大告山奴和他所有弟弟一同加入香港義勇防衛軍，他隸屬路易士機槍連。香港保衛戰爆發前，大告山奴在足球比賽中受膝傷，因而未能與弟弟們一同參戰。香港日佔時期，參軍的弟弟們被囚於戰俘營，幸免於難的大告山奴賣掉香港的洋房，帶同母親與其他弟弟回澳門避難。